# Shkodran Mustafi
Shkodran Mustafi (sinh ngày 17 tháng 4 năm 1992) là cựu cầu thủ bóng đá người Đức từng thi đấu ở vị trí trung vệ.
Từng là thành viên của đội trẻ Hamburger SV và Everton, anh đến Ý chơi cho Sampdoria vào tháng 1 năm 2012. Tháng 8 năm 2014, anh chuyển sang Valencia và có hai năm thi đấu tại đây.
Mustafi là thành viên đội U-17 Đức vô địch giải U-17 châu Âu năm 2009. Tháng 5 năm 2014, anh có trận đấu đầu tiên cho đội tuyển Đức và trong cùng năm có được danh hiệu vô địch World Cup 2014.

## Sự nghiệp câu lạc bộ
Mustafi sinh tại Bad Hersfeld, Hesse, Đức trong một gia đình người Albania. Anh từng có thời gian tại các đội trẻ của 1. FC Bebra và SV Rotenburg, trước khi vào đội trẻ Hamburger SV năm 2006.

### Everton
Tháng 5 năm 2009, Mustafi đến đội trẻ của Everton sau khi từ chối những lời mời từ Manchester City và Newcastle United. Ngày 16 tháng 12 năm 2009, anh có trận đấu đầu tiên cho Everton khi vào sân ở phút thứ 75 cuộc đối đầu với BATE Borisov trong khuôn khổ UEFA Europa League. Tuy nhiên đó cũng là lần xuất hiện duy nhất khi giai đoạn còn lại ở nước Anh, Mustafi chỉ chơi cho đội U-21 Everton.

### Sampdoria
Tháng 1 năm 2012, Mustafi rời Everton để đến Ý thi đấu cho U.C. Sampdoria tại giải Serie B theo dạng chuyển nhượng tự do. Mustafi có trận đấu đầu tiên cho Sampdoria vào ngày 26 tháng 5 năm 2012, trong trận thua 1-3 trước Varese tại Serie B.
Từ mùa bóng 2012-13, Mustafi cùng Sampdoria thi đấu ở giải Serie A. Trận đấu đầu tiên của anh tại giải đấu cao nhất nước Ý là cuộc đối đầu với Palermo ngày 11 tháng 11 năm 2012. Ngày 26 tháng 10 năm 2013, anh ghi bàn thắng duy nhất trong trận đấu với Atalanta. Trong mùa giải 2012-13, anh chỉ là phương án dự phòng nhưng trong mùa giải tiếp theo đã thường xuyên có mặt trong đội hình xuất phát. Đến thời điểm rời Sampdoria, anh đã có tổng cộng 53 lần ra sân cho đội bóng Ý.

### Valencia
Ngày 7 tháng 8 năm 2014, Mustafi chuyển đến La Liga thi đấu cho Valencia CF theo hợp đồng chuyển nhượng trị giá 8 triệu €. Anh có trận đấu ra mắt đội bóng vào ngày 25 tháng 9 gặp Córdoba. Một tháng sau đó, anh có được bàn thắng đầu tiên tại Tây Ban Nha, góp công vào chiến thắng 3–1 trước Elche. Ngày 2 tháng 11 năm 2014, anh lập cú đúp trong trận Valencia thắng Villarreal 3-1.
Ngày 3 tháng 3 năm 2016, trong trận đấu tại Cúp Nhà vua Tây Ban Nha với Barcelona, Mustafi nhận thẻ đỏ trực tiếp và đội bóng của anh còn phải chịu một quả phạt đền sau pha phạm lỗi trong vòng cấm của anh với Lionel Messi. Chung cuộc Valencia đã để thua 0-7.

### Arsenal
Ngày 30 tháng 8 năm 2016, Mustafi đến với câu lạc bộ Arsenal với phí chuyển nhượng ước tính hơn 35 triệu £. Ngày 10 tháng 9, anh có trận đấu đầu tiên tại Premier League trong chiến thắng 2-1 trước Southampton trên Sân vận động Emirates. Đầu tháng 12, Mustafi bị chấn thương gân khoeo trong chiến thắng 3-1 trước Stoke City và phải nghỉ thi đấu ba tuần khi đang thể hiện được phong độ tốt. Với Mustafi trong đội hình chính thức, Arsenal đã có chuỗi 22 trận bất bại, trong đó có 15 trận tại Premier League trước khi bị Watford đánh bại vào ngày 31 tháng 1 năm 2017.
Ngày 22 tháng 1 năm 2017, anh có bàn thắng đầu tiên cho Arsenal, đem về chiến thắng 2-1 trước Burnley.
Ngày 1 tháng 2 năm 2021, Arsenal và Mustafi đi đến thỏa thuận chấm dứt hợp đồng sớm trước thời hạn. Mustafi có 4 năm rưỡi gắn bó cùng Arsenal với 151 lần ra sân trên mọi đấu trường và 9 bàn thắng.

### Schalke 04
Ngày 1 tháng 2 năm 2021, Mustafi trở thành cầu thủ của Schalke. Anh là sự thay thế cho trung vệ Ozan Kabak chuyển đến Liverpool theo hợp đồng cho mượn có thời hạn 6 tháng.

## Sự nghiệp đội tuyển quốc gia
Mustafi là thành viên đội U-17 Đức vô địch giải U-17 châu Âu năm 2009. Tháng 2 năm 2014, anh được huấn luyện viên Joachim Löw triệu tập vào đội tuyển Đức cho trận giao hữu với Chile. Ngày 13 tháng 5 năm 2014, anh có trận đấu đầu tiên cho Die Mannschaft trong trận hòa 0-0 với Ba Lan.
Mustafi được chọn vào danh sách sơ bộ 30 cầu thủ Đức tham dự World Cup 2014 tại Brasil và bị loại khỏi danh sách 23 cầu thủ cuối cùng. Tuy nhiên vào phút cuối anh đã được gọi lại thay thế Marco Reus bị chấn thương. Anh có trận đấu ra mắt đấu trường World Cup trong trận đấu vòng bảng với Bồ Đào Nha, vào sân ở phút 73 thay cho trung vệ Mats Hummels. Anh tiếp tục được vào sân từ ghế dự bị ở trận đấu vòng bảng kế tiếp với Ghana.
Anh được ra sân ngay từ đầu trong trận đấu vòng 1/16 với Algeria nhưng đã phải rời sân ở phút 70 sau một pha va chạm dẫn đến chấn thương. Các bác sĩ sau trận đấu kết luận Mustafi bị rách cơ đùi và không thể tiếp tục tham dự giải đấu. Đội tuyển Đức sau đó đã giành chức vô địch World Cup 2014 sau chiến thắng 1-0 trước Argentina trong trận chung kết.
Tại Euro 2016 diễn ra tại Pháp, Mustafi tiếp tục được triệu tập. Anh là người ghi bàn thắng đầu tiên tại giải đấu này cho đội tuyển Đức với pha đánh đầu từ cú đá phạt của Toni Kroos trong chiến thắng 2–0 trước Ukraina.
Anh là thành viên đội tuyển Đức giành chức vô địch Cúp Liên đoàn các châu lục 2017 tại Nga nhưng không được gọi tham dự World Cup 2018 một năm sau đó do phong độ kém trong màu áo Arsenal.
Sau giải đấu này, anh chính thức chia tay đội tuyển quốc gia sau 3 năm gắn bó, tổng cộng anh đã thi đấu 20 trận và ghi được 2 bàn thắng.

## Danh hiệu

### Câu lạc bộ
Arsenal
- Cúp FA (2): 2016–17, 2019–20

### Đội tuyển quốc gia

#### U-17 Đức
- Giải vô địch bóng đá U-17 châu Âu (1): 2009

#### Đức
- Giải bóng đá vô địch thế giới (1): 2014
- Cúp Liên đoàn các châu lục (1): 2017

## Thống kê sự nghiệp

### Câu lạc bộ
Tính đến 16 tháng 5 năm 2017.
| Câu lạc bộ          | Mùa giải            | Giải đấu | Giải đấu | Cúp quốc gia | Cúp quốc gia | UEFA | UEFA | Tổng cộng | Tổng cộng |
| Câu lạc bộ          | Mùa giải            | Trận     | Bàn      | Trận         | Bàn          | Trận | Bàn  | Trận      | Bàn       |
| ------------------- | ------------------- | -------- | -------- | ------------ | ------------ | ---- | ---- | --------- | --------- |
| Everton             | 2009–10             | 0        | 0        | 0            | 0            | 1    | 0    | 1         | 0         |
| Everton             | 2010–11             | 0        | 0        | 0            | 0            | —    | —    | 0         | 0         |
| Everton             | 2011–12             | 0        | 0        | 0            | 0            | —    | —    | 0         | 0         |
| Everton             | Tổng cộng           | 0        | 0        | 0            | 0            | 1    | 0    | 1         | 0         |
| Sampdoria           | 2011–12             | 1        | 0        | 0            | 0            | —    | —    | 1         | 0         |
| Sampdoria           | 2012–13             | 17       | 0        | 0            | 0            | —    | —    | 17        | 0         |
| Sampdoria           | 2013–14             | 33       | 1        | 2            | 0            | —    | —    | 35        | 1         |
| Sampdoria           | Tổng cộng           | 51       | 1        | 2            | 0            | —    | —    | 53        | 1         |
| Valencia            | 2014–15             | 33       | 4        | 3            | 0            | —    | —    | 36        | 4         |
| Valencia            | 2015–16             | 28       | 2        | 4            | 0            | 10   | 0    | 42        | 2         |
| Valencia            | Tổng cộng           | 61       | 6        | 7            | 0            | 10   | 0    | 78        | 6         |
| Arsenal             | 2016–17             | 26       | 2        | 4            | 0            | 7    | 0    | 37        | 2         |
| Arsenal             | Tổng cộng           | 26       | 2        | 4            | 0            | 7    | 0    | 37        | 2         |
| Tổng cộng sự nghiệp | Tổng cộng sự nghiệp | 141      | 9        | 13           | 0            | 18   | 0    | 172       | 9         |

### Đội tuyển quốc gia
Tính đến ngày 2 tháng 7 năm 2017
| 2014      | 6  | 0 |
| 2015      | 3  | 0 |
| 2016      | 6  | 1 |
| 2017      | 4  | 0 |
| Tổng cộng | 19 | 2 |

#### Bàn thắng quốc tế
Tính đến ngày 10 tháng 6 năm 2017.
|   |                     |                                         |         |            |           |         |                          |
| # | Ngày                | Địa điểm                                | Số trận | Đối thủ    | Bàn thắng | Kết quả | Giải đấu                 |
| 1 | 12 tháng 6 năm 2016 | Sân vận động Pierre-Mauroy, Lille, Pháp | 11      | Ukraina    | 1–0       | 2–0     | Euro 2016                |
| 2 | 10 tháng 6 năm 2017 | Sân vận động Nürnberg, Nuremberg, Đức   | 16      | San Marino | 5–0       | 7–0     | Vòng loại World Cup 2018 |